# Jacques Prolo
Jacques Prolo (né Ernest Jean Pausader le 28 juillet 1866 à Paris, où il est mort le 4 octobre 1937) est un journaliste, écrivain et homme politique français.
Militant anarchiste et membre du mouvement libertaire comme journaliste et animateur d'associations, il participe ensuite en 1907 à la création du Parti socialiste français avec des socialistes indépendants puis devient l'un des animateurs du Parti républicain-socialiste à partir de 1911. Rallié à l'Union sacrée durant la Première Guerre mondiale, il évolue vers un socialisme patriote et anticommuniste en fondant le Parti socialiste national (PSN) avec Alexandre Zévaès. Par la suite, il collabore dans les dernières années de sa vie à un lobby patronal, l'Union des intérêts économiques, et continue de se présenter aux élections.

## Biographie

### Le militant anarchiste
Jean Pausader participe à la création en 1885 du Groupe cosmopolite qui édite un journal, La Révolution cosmopolite et se fait remarquer par une action de commémoration de la Commune en mai 1886. C'est à cette période qu'il choisit de militer sous le pseudonyme de Jacques Prolo.
Par l'intermédiaire d'Émile Méreaux, il rejoint les milieux anarchistes, et notamment de la Ligue des antipatriotes, puis participe au cercle anarchiste international, fondé en 1888 par Alexandre Tennevin à Paris.
Ses activités anarchistes lui valent d'être inquiété par la police et l'obligent à se réfugier à Londres en 1894, après avoir été suspecté d'une tentative d'attentat contre le siège parisien de la société des mines de Carmaux, la bombe explosant finalement dans un commissariat.
Il ne revient en France qu'en 1898[réf. nécessaire] pour s'engager dans le combat des dreyfusards. Il collabore aux journaux L'Anticlérical et Le Journal du peuple.

### Passage au socialisme réformiste

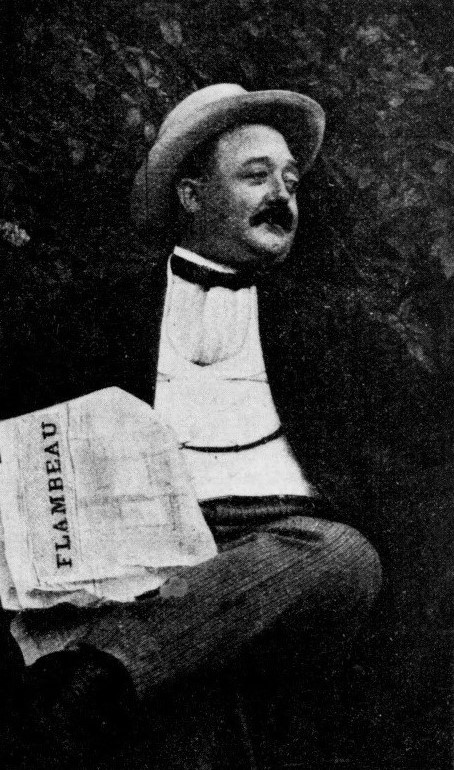
Jacques Prolo en 1906 lisant le journal Le Flambeau.

Collaborateur du quotidien L'Aurore à partir de 1906, il adhère alors aux idées des républicains-socialistes, réformistes et hostiles aux socialistes révolutionnaires. Il est notamment secrétaire de la fédération de la Seine du Parti républicain-socialiste dès 1911 et anime ce parti aux côtés d'Alexandre Zévaès et Albert Orry. Il collabore au périodique de ce parti, Le Républicain socialiste, dont Zévaès est le rédacteur en chef. Il est candidat aux législatives en 1914 à Paris, mais sans succès ; il n'obtient que 4 % des suffrages exprimés. 
Durant la Première Guerre mondiale, Jacques Prolo continue à critiquer le socialisme allemand et la SFIO. Il prône la poursuite de la guerre et dénonce le pacifisme. Prolo, avec Zévaès, dirige un hebdomadaire fondé en 1917, L'Effort, qui combat les socialistes de la SFIO. Il en est le rédacteur en chef. Les deux hommes fondent en 1917 le Parti socialiste national, qui se veut à la fois socialiste et nationaliste, germanophobe. Ce parti connaît un éphémère et très relatif apogée en 1919, avec l'appoint de Gustave Hervé et de son périodique La Victoire,.  
Au lendemain des élections législatives de 1919, le socialiste Albert Thomas accuse un lobby patronal, l'Union des intérêts économiques (UIE), d'avoir financé la distribution gratuite de L'Effort. En 1924, Robert de Jouvenel, dans le quotidien L’Œuvre, entend prouver que les éditions de l'Effort et ce périodique, désormais mensuel, sont devenus les prête-noms de l'UIE, dans le contexte de la campagne électorale pour les élections législatives. C'est ce qu'affirme aussi Le Libertaire. 
De fait, Jean Pausader va collaborer jusqu'à sa mort au Réveil économique, l'organe de l'UIE, y publiant des articles signés « J.K. ». Parallèlement, il anime L'Echo municipal, hostile aux socialistes.
Il s'est présenté sans succès aux élections municipales en 1929 à Paris, dans le quartier de la Sorbonne, avec l'étiquette de socialiste indépendant, contre le sortant Raoul Brandon, républicain socialiste et député.